# Idaea perspersata
Idaea perspersata là một loài bướm đêm trong họ Geometridae.